# 北京汽车
北京汽车股份有限公司（港交所：1958）是一間在香港交易所上市的中國汽車製造公司，控股股東為北京汽車集團有限公司，擁有其44.98%股權，依據北京汽車2017年年報，除北汽集團外的主要股東有北京首鋼股份有限公司（13.54%）及戴姆勒（10.08%）。旗下則擁有绅宝汽车及合資子公司北京奔驰、福建奔馳、北京现代汽车等品牌。

## 历史
该公司在2015年3月宣布2015年计划扩大其戴姆勒股份公司的合作伙伴关系:收购了奔驰租赁有限公司35％的股份.